# Alvarado (Minnesota)
Pour les articles homonymes, voir Alvarado.
La ville américaine d’Alvarado est située dans le comté de Marshall, dans l’État du Minnesota. Lors du recensement de 2010, sa population s’élevait à 363 habitants.